# Sinsin-Grande
Sinsin-Grande is een plaats in de Belgische provincie Namen. Het ligt in Sinsin, een deelgemeente van Somme-Leuze. Sinsin-Grande vormt het zuidwestelijke deel van het dorpscentrum van Sinsin. Het noordoostelijk deel wordt gevormd door Sinsin-Petite.

## Geschiedenis
Tijdens het ancien régime bestond Sinsin uit twee delen. Sinsin-Grande lag in het zuidwesten in een enclave van het hertogdom Luxemburg binnen het prinsbisdom Luik. Net ten noordoosten, gescheiden hiervan door een riviertje, lag Sinsin-Petite in het Hertogdom Luxemburg. Op de Ferrariskaart uit de jaren 1770 staat de plaats weergegeven als het gehucht Grand Sinsen, met net ten noordoosten het dorp Petit Sinsen. Op het eind van het Ancien Régime werd Sinsin-Grande een gemeente, net als het aangrenzende Sinsin-Petite. In 1812 werden beide gemeenten al opgeheven om samengevoegd te worden in de nieuw opgerichte gemeente Sinsin.

## Verkeer en vervoer
Langs Sinsin-Grande loopt de N4, de expresweg van Namen naar Marche-en-Famenne.
Deelgemeenten: Baillonville · Bonsin · Heure-en-Famenne · Hogne · Nettinne · Noiseux · Sinsin · Somme-Leuze · Waillet

Overige dorpen: Chardeneux · Fourneau · Mehogne · Moressée · Rabosée · Sinsin-Grande · Sinsin-Petite · Somal

Belgische gemeenten · arrondissement Dinant · provincie Namen · Wallonië